# C12H21N5O3
化学式C12H21N5O3（摩尔质量：283.33 g/mol）可以指：
- 胆茶碱，CAS号：4499-40-5
- 卡屈嗪，CAS号：64241-34-5

|  | 这个同类索引页列出了具有相同分子式的化学物（即同分異構體）条目。 除非您是有意链接至本页，否则应将相应条目的内部链接指向正确的条目。 |